# Angiocholite
 Mise en garde médicale
L'angiocholite est une infection de la bile sur obstacle lithiasique obstruant la voie biliaire principale.

## Physiopathologie
Toute élévation de la pression au-delà de 35 cm d'eau a pour conséquence une distension des voies biliaires qui se traduit sur le plan clinique par une douleur de type biliaire, la rétention de bile infectée des canalicules biliaires vers les sinusoïdes puis vers la circulation générale à travers le carrefour cavo-sus-hépatique : c'est le reflux cholangio-veineux, avec comme conséquence un ictère et une bactériémie (frissons). Dans les formes graves, la bile infectée se trouve sous une haute pression à l’intérieur des voies biliaires, la bactériémie est alors massive et répétée : c'est une véritable septicémie. La libération d'endotoxines bactériennes et des médiateurs leucocytaires de l'inflammation déclenche une cascade de réactions aboutissant à la défaillance uni- ou polyviscérale. Par ailleurs la rétention d'acides biliaires, néphrotoxiques, peuvent entrainer une insuffisance rénale aiguë (IRA) par nécrose tubulaire aiguë,. Le reflux massif et répété de bile infectée à travers le foie fait que ses moyens d'épuration sont dépassés, il en résulte la formation d’abcès hépatiques abcès angiocholitiques).
L'obstruction brutale de la voie biliaire principale (le plus souvent — 90 % des cas — par un calcul biliaire issu de la vésicule, parfois par des parasites, ou par une tumeur type papillomatose) va entraîner la stase biliaire, avec la douleur de distension hépatique. Ce liquide de stase va se surinfecter, avec des risques de passages bactériémiques (proximité des pédicules portaux et des canalicules biliaires dans l'ensemble du foie ; importance du débit sanguin intra-hépatique). L'ictère va ensuite s'installer, progressivement, avec selles décolorées et urines foncées.
Le risque principal est lié à la gravité et à la brutalité de l'infection, avec septicémie, choc septique, anurie et coma.

## Clinique
C'est la classique triade de Charcot : douleur de type biliaire, fièvre à 40 °C, et ictère progressant rapidement, ces signes s'installant l'un après l'autre en 48 heures. Ces signes cliniques sont pathognomoniques, et imposent dès l'arrivée du patient de commencer le traitement médical : réhydratation intraveineuse, antibiotique à large spectre.
En cas d'évolution de l'angiocholite, les choses s'aggravent rapidement, avec constitution d'un choc septique, anurie, coma, voire décès rapide en l'absence de traitement.
Les signes peuvent être dissociés, dans des tableaux d'obstruction incomplète : douleur et fièvre, avec un ictère fluctuant, ou fièvre isolée.

## Examens complémentaires
Un bilan biologique doit être réalisé rapidement, pour quantifier la cholestase et le syndrome inflammatoire. Il est également nécessaire de faire un bilan de la fonction rénale, de la coagulation sanguine, du pH sanguin, pour vérifier l'absence de complications.
L'échographie confirme rapidement la dilatation des voies biliaires intra-hépatiques, et permet parfois de voir le calcul cholédocien responsable. Le scanner montre les mêmes images, sans apporter de précision.
L'IRM des voies biliaires (MRCP) n'est réalisée que si l'échographie est équivoque, que la CPRE (cholangio-pancréatographie rétrograde endoscopique) n'est pas disponible et si elle ne fait pas perdre de temps dans la prise en charge du patient. Dans les problèmes biliaires, c'est la situation où elle a le moins d'intérêt, les techniques endoscopiques permettant de réaliser un traitement d'urgence.
On doit en effet programmer rapidement un cathétérisme rétrograde de la papille (CPRE : cholangio-pancréatographie rétrograde endoscopique) : dans les heures qui suivent le diagnostic si le traitement médical n'a pas amélioré l'état du patient, dans les jours qui suivent l'admission si le patient répond au traitement. Cet examen pourra être précédé, dans le même temps anesthésique, par une écho-endoscopie, qui confirmera l'obstacle et en précisera la nature. Le cathétérisme de la papille permet de réaliser une sphinctérotomie, et une extraction des calculs de la voie biliaire principale. On laisse un drain naso-biliaire, si un contrôle est souhaité, et si l'inflammation est très importante. On met parfois en place une prothèse biliaire.

## Traitement
L'angiocholite est une urgence médicale. Dès la suspicion de ce diagnostic, il convient de mettre en place une voie veineuse, qui permet d'amorcer une réhydratation, et une antibiothérapie à large spectre. On favorise des antibiotiques à large spectre, et à bonne diffusion biliaire : ceftriaxone ou ciprofloxacine.
De plus, le cathétérisme rétrograde de la papille doit être envisagé en urgence, pour réalisation d'une sphinctérotomie et une extraction des calculs cholédociens. Une guérison ne peut être possible sans la levée de l'obstacle et l'évacuation de l'infection.
Sans traitement, le patient peut développer un abcès hépatique, voire un choc septique.
La chirurgie n'est à envisager dans cette pathologie qu'en cas de cathétérisme rétrograde impossible (diverticule de la papille, antécédents de gastrectomie, ERCP non disponible…). Elle consiste en une dérivation bilio-digestive : anastomose cholédoco-duodénale (Sasse) ou cholédoco-jéjunale sur anse en Y.